# لیبهنا
لیبهنا (به آلمانی: Libehna) یک منطقهٔ مسکونی در آلمان است که در زودلیشس آنهالت واقع شده‌است. لیبهنا  ۲۷۱ نفر جمعیت دارد.